# Großer Bär
Der Große Bär, fachsprachlich Ursa Major (lateinisch für „größere Bärin“) genannt, ist ein ausgedehntes Sternbild des Nordhimmels. Die auffällige Konfiguration von sieben besonders hellen Sternen dieses Sternbildes wird im deutschsprachigen Raum als Großer Wagen bezeichnet. Dessen beide Sterne Dubhe und Merak – α und β Ursae Maioris – können als sogenannte Polweiser zum Auffinden des Polarsterns dienen. Dieser Teil des Sternbildes ist für Mitteleuropa zirkumpolar, also eine hier das ganze Jahr über sichtbare Himmelsregion.

## Beschreibung

Der Sternenzug Großer Wagen im Sternbild Ursa Maior

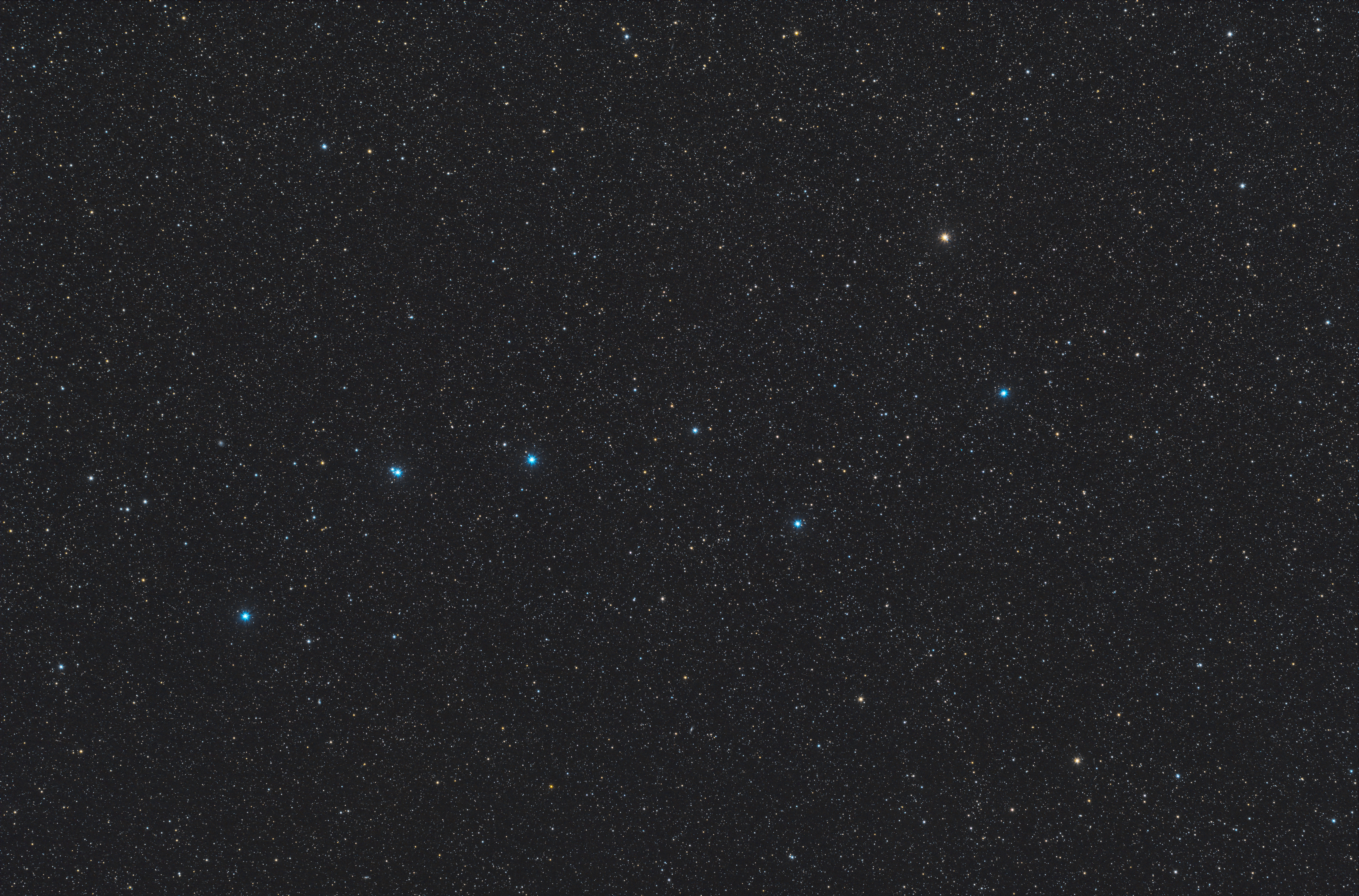
Ausschnitt des Sternbildes Großer Bär mit Mizar und Alkor

Das Sternbild Ursa Major mit Sternen bis 6,0 mag und seine Grenzen

Ursa Major ist ein sehr ausgedehntes Sternbild, dessen Fläche an acht andere Sternbilder grenzt. Der auffällige Sternenzug Großer Wagen im Großen Bären ist ein in höheren nördlichen Breiten ganzjährig sichtbarer Asterismus. Dieser wird von sieben hellen Sternen des Sternbildes Großer Bär – α, β, γ, δ, ε, ζ, η Ursae Maioris – gebildet, wozu dessen sechs hellsten und Megrez (δ UMa) gehören. Drei Sterne bilden die Deichsel des Wagens – Alkaid (η UMa), Mizar (ζ UMa) und Alioth (ε UMa) – und vier weitere bilden den Kasten des Wagens – Megrez, Phekda (γ UMa), Merak (β UMa) und Dubhe (α UMa). Mit einer Merak und Dubhe verbindenden gedachten Linie findet man – den Abstand der beiden etwa fünffach nach Norden verlängernd – leicht den Polarstern des Nordens auf.
Die Sterne Mizar (ζ UMa) am Knick der Deichsel im Großen Wagen und Alkor (g UMa), das sogenannte „Reiterlein“, sind bekannte Augenprüfer. Sie haben eine scheinbare Helligkeit von 2,0 mag bzw. 4,0 mag sowie einen Abstandswinkel von etwa 12 Bogenminuten (0,19°) und werden daher bei guten Sichtbedingungen von den meisten Menschen mit bloßem Auge visuell getrennt als zwei Sterne gesehen. Durch ein Fernrohr betrachtet erweist sich Mizar als Doppelstern, bestehend aus den Komponenten Mizar A und B, die je mit technischen Hilfsmitteln wiederum trennbar sind. Mizar wurde bereits 1617 von Benedetto Castelli mit dem Teleskop beobachtet, 1857 von George Phillips Bond fotografiert und 1889 von Edward Charles Pickering spektroskopisch untersucht. 2010 wurde entdeckt, dass auch Alkor ein Doppelsternsystem ist (Alkor A und B).
Ein ebenfalls sehr einfach auffindbarer Stern der Großen Bärin ist der Stern 78 Ursae Maioris, gewissermaßen der „Augenprüfstern von Alioth“, dem Deichselstern am Wagenkasten. Er erreicht die 5. Größe, weist ungefähr in dieselbe Richtung wie Alkor von Mizar, ist aber etwas weiter von Alioth entfernt.

## Polweiser und Polarstern

Auffinden des Polarsterns

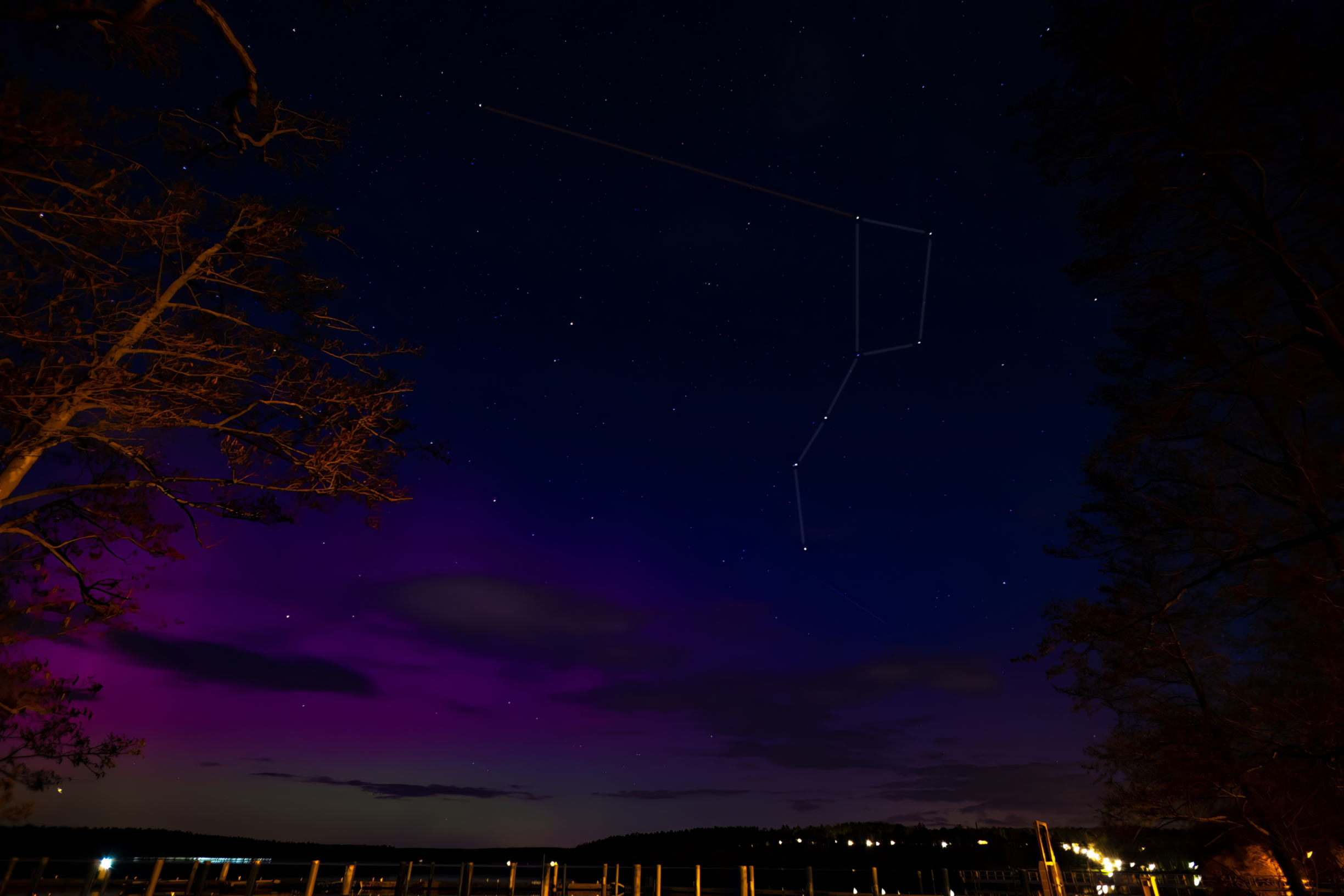
Großer Wagen und Polarstern

Zwei der Sterne des Sternenzugs Großer Wagen im Sternbild Großer Bär (Ursa Major) werden Polweiser genannt. Sie zeigen zum Polarstern am nördlichen Himmelspol, der sich an einer gedachten Verbindungslinie in ungefähr fünffachem Abstand der beiden hinteren Sterne des Wagenkastens befindet (β UMa = Merak und α UMa = Dubhe). Daneben sind noch andere Verfahren zum Auffinden des Polarsterns bekannt.
Polaris (α UMi), ist der Hauptstern des Sternbilds Kleiner Bär und stellt im Sternenzug Kleiner Wagen das Deichselende dar. Nahe diesem liegt derzeit der Nördliche Himmelspol. Das ist jene Stelle in Verlängerung der Erdachse, um die sich der Sternenhimmel von der Erde aus betrachtet zu drehen scheint, in knapp 24 Stunden einmal.

## Mythologie

### Ägypten
- Im Alten Ägypten war das Sternbild unter den Namen Chepesch und Mesechtiu als „Schenkel des Seth“ bezeugt.

### Antikes Griechenland
In der klassischen griechischen Mythologie existieren zum Ursprung des Großen Bären mehrere Versionen:
- In der griechischen Mythologie sah man ursprünglich in den drei „Deichselsternen“ Äpfel, die ewige Jugend verliehen und von Hesperiden, Nymphen, bewacht wurden, die dem Kleinen Bären entsprechen.
- Die von Zeus geschwängerte Nymphe Kallisto brachte einen Sohn zur Welt, den sie Arkas nannte. Zeus’ eifersüchtige Gattin Hera verwandelte daraufhin Kallisto in eine Bärin, die durch die Wälder ziehen musste. Jahre später traf Arkas bei der Jagd auf seine Mutter, ohne sie zu erkennen. Um den Mord an seiner Mutter zu verhindern, verstirnte Zeus die beiden an den Himmel – Kallisto als Große Bärin und Arkas als Kleiner Bär. Dieser Mythos wird von Ovid in seinen Metamorphosen erzählt.
- Hera war jedoch wenig erfreut, Kallisto und deren Sohn als Großen und Kleinen Bären am Himmel zu entdecken. Sie rief die Meeresgötter Tethys und Okeanos um Hilfe und bat sie, den Bären ein Bad in ihren Gewässern zu verweigern. So kam es, dass die beiden Bären, von Griechenland aus gesehen, für immer um den Himmelspol kreisen und nie tief genug sinken, um ein Bad zu nehmen.
- Die unnatürlich langen Schwänze hätten die Sternbilder erhalten, da Zeus sie an den Schwänzen gepackt und in den Himmel geschleudert habe.
- Als Großer Wagen ist das Sternbild an den Himmel gekommen, weil der Gott Dionysos auf der Erde weilte, ein Nachtquartier suchte, wiederholt abgewiesen und nur von einem armen Hirten aufgenommen worden war, der sein kärgliches Mahl mit ihm teilte. Zum Dank für die erwiesene Gastfreundschaft verriet ihm der Gott das Geheimnis der Herstellung des Weines. Der Hirte bereitete die Göttergabe vor, füllte sie in Ziegenschläuche und besuchte ihm befreundete Hirten, die er an dem Göttertrank teilhaben lassen wollte. Nach unmäßigem Genuss schwanden den Hirten die Sinne: Sie wähnten sich vergiftet, damit der andere ihnen ihre Herden rauben könne. Damit der aber nicht den Lohn seiner Freveltat genießen könne, erschlugen sie ihn, bevor sie selbst stürben. Wieder nüchtern sahen sie, was sie angerichtet hatten. Dionysos war so betrübt, dass der gastfreundliche Hirte wegen seines Geschenkes erschlagen worden war, dass er deshalb zu Ehren des Hirten den Wagen, an dem die Ziegenschläuche mit dem Göttertrank gehangen hatten, an den Himmel hob.
- Aristoteles erwähnte das Sternbild in seiner „Metaphysik“, wobei er die Ansicht vertrat, dass nicht nur die sieben Sterne des Wagens, sondern zwölf Sterne zu dieser Konstellation gehören. Auch Homer und spätere Dichter, wie Edmund Spenser, William Shakespeare, Alfred Lord Tennyson und Bertrand Cantat, aber auch Ingeborg Bachmann mit dem Gedicht Anrufung des großen Bären wurden von dem Sternbild inspiriert. Das finnische Epos Kalevala erwähnt es und der Maler Vincent van Gogh hielt es in seinem Gemälde „Sternennacht über der Rhone“ fest.
- Der Große Bär ist eines der 48 Sternbilder der Antike, die von Ptolemäus beschrieben wurden.
- Aus dem griechischen Wort ἄρκτος (árktos) für Bär wurde die Bezeichnung „Arktis“ abgeleitet, die so viel bedeutet wie „Land unter dem (Sternbild des) Großen Bären“.

### Antikes Rom
- Die Römer sahen in den sieben Sternen des Großen Wagens sieben Ochsen (lateinisch septem triones, ‚sieben Ochsen‘; trio bedeutet „Dreschochse“),[2] die ständig um den Himmelspol wandern. Aus dem zusammengesetzten Namen septemtriones (auch: septemptriones) entstand die leichter auszusprechende Form septentriones. Dieses Wort bezeichnet im Lateinischen (in mittelhochdeutschen Texten auch als septemtrion und septemtrio[3]) einerseits das Sternbild des Bären, andererseits den Norden.[4] Gebräuchlich wurde auch der aus dieser Pluralform rückgebildete Singular septentrio, der außer dem Sternbild und dem Norden auch einen Nordwind bezeichnen kann. Das lateinische Adjektiv septentrionalis bedeutet „nördlich“.
- Kaiser Augustus soll nach Aussage seines antiken Biographen Sueton an Brust und Bauch zahlreiche Muttermale gehabt haben, die sich als Abbild des Sternbilds und als himmlisches Zeichen deuten ließen.

### Andere Kulturen

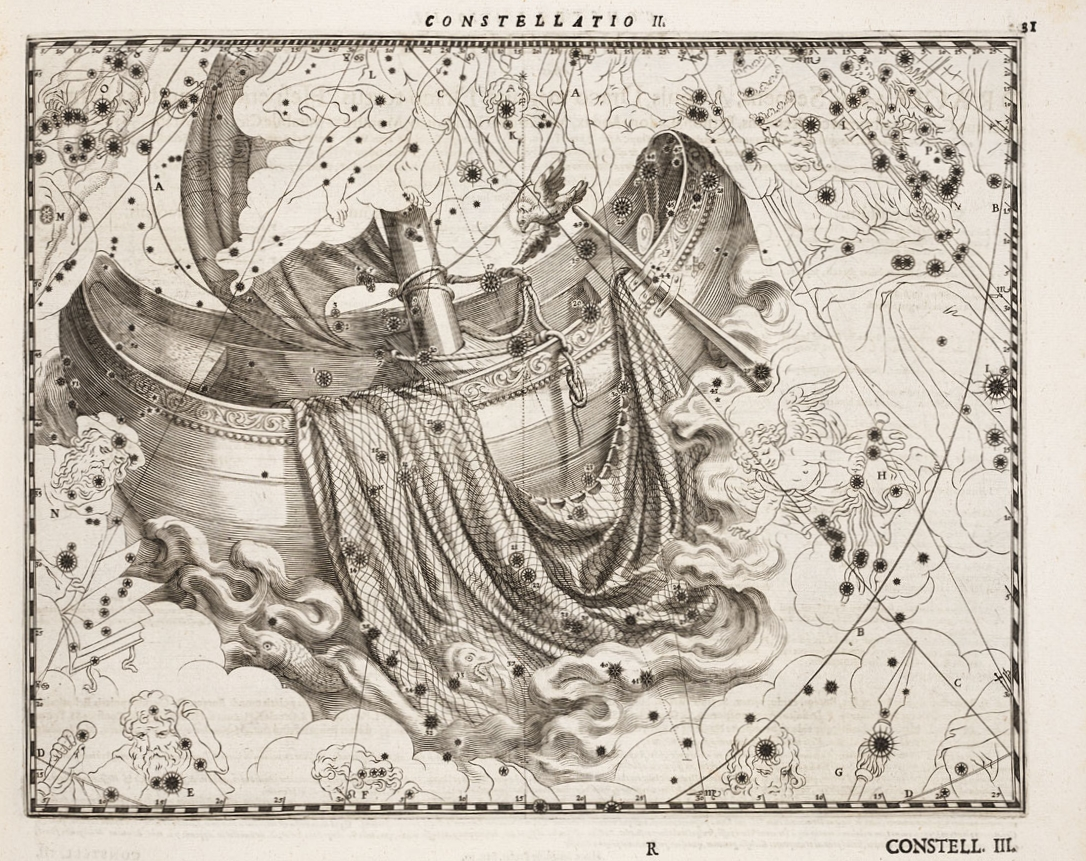
Darstellung im Coelum Stellatum Christianum

- In der Bibel wird der Große Bär im Alten Testament in Hiob 9,9 EU und 38,32 EU erwähnt: „Kannst du das Gebinde des Siebengestirns knüpfen oder die Fesseln des Orion lösen? Kannst du die Bilder des Tierkreises hervortreten lassen zu ihrer Zeit und den Großen Bären leiten samt seinen Kindern?“ (Hi 38,31–32 ELB).
- Im Christlichen Himmelsatlas des Julius Schiller von 1627 wurde dieses Sternbild durch das Boot des Hl. Petrus ersetzt.
- Für die nordamerikanischen Indianer stellte der Kasten des Wagens einen Bären dar, die Deichselsterne wurden als Jungbären, die ihrer Mutter folgen, oder aber als Jäger gedeutet.
- Der Schriftsteller N. Scott Momaday, Angehöriger der Kiowa, zitiert in seinem Buch Im Sternbild des Bären (The ancient child) eine Kiowa-Sage, nach der das Sternbild folgendermaßen entstand: Acht Kinder waren dort beim Spiel, sieben Schwestern und ihr Bruder. Plötzlich verstummte der Knabe wie betäubt; er zitterte und rannte auf allen vieren herum. Seine Finger wurden zu Klauen, und es wuchs ihm ein dichtes Fell. Und ein Bär stand dort, wo eben noch der Junge gestanden hatte. Die Schwestern rannten von Angst ergriffen davon - und der Bär hinter ihnen her, um sie zu töten. Als die Schwestern am Strunk eines großen Baumes vorbeikamen, redete der Baum sie an. Er hieß sie hinaufklettern, und sie taten, wie er ihnen geheißen. Da begann der Baum zu wachsen, höher und höher. Als der Bär herbeieilte, konnte er ihrer nicht habhaft werden. Er richtete sich auf, umklammerte den Stamm und zerfetzte die Rinde. Die sieben Schwestern waren am Himmel aufgegangen, und sie waren fortan die Sterne des Großen Wagens.[5]
- Die Kirgisen sahen in dem Wagen sieben Wölfe.
- Die Araber interpretierten den Kasten als Sarg, hinter dem drei Klageweiber zogen.
- In China wird der Wagen als Nördlicher Schöpflöffel (chinesisch 北斗七星, Pinyin běidǒu qīxīng, jap. hokuto shichisei, kor. Bukduchilseong) bezeichnet. Nach altchinesischer Vorstellung dienten die sieben Sterne als Sänfte, die der am Polarstern residierende Jadekaiser für Inspektionsreisen zur Erde bestieg. Umgekehrt konnten daoistische Priester durch Abschreiten der Sternformation eine spirituelle Reise zum Himmelspalast unternehmen. Die sieben Sterne werden auch als Verzierung auf daoistischen Ritualschwertern verwendet.[6]
- Im englischsprachigen nordamerikanischen Raum wird der Wagen heute häufig als „the Big Dipper“ bezeichnet – die „Große Schöpfkelle“. In Großbritannien und Irland ist er aber häufig als „the Plough“ bezeichnet – der „Pflug“.
- In Frankreich deutet man das Sternbild entweder als „Große Stielpfanne“ (frz. Grande Casserole) oder als den Großen Wagen (frz. Grand Chariot).
- Der Große Wagen ist Bestandteil der Flagge Starry Plough, die von der Irish Citizen Army verwendet wurde, sowie der Flagge des US-amerikanischen Bundesstaates Alaska. Auch die sieben Sterne auf der Flagge der Autonomen Gemeinschaft Madrid (Comunidad Autónoma de Madrid) stehen symbolisch für das Sternbild des großen Bären.

## Himmelsobjekte

### Sterne
| B   | F  | Namen o. andere Bezeichnungen                    | Scheinbare Helligkeit mag | Lj      | Spektralklasse |
| --- | -- | ------------------------------------------------ | ------------------------- | ------- | -------------- |
| ε   | 77 | Alioth                                           | 1,69 bis 1,83             | 81      | A0p            |
| α   | 50 | Dubhe, Thahr al Dub al Akbar                     | 1,81                      | 124     | K1II-III       |
| η   | 85 | Alkaid, Benetnasch                               | 1,86                      | 101     | B3 V           |
| ζ   | 79 | Mizar                                            | 2,23                      | 78      | A2 V           |
| β   | 48 | Merak                                            | 2,34                      | 79      | A1 V           |
| γ   | 64 | Phekda, Phegda, Phekha, Phacd, Phad              | 2,41                      | 84      | A0 V SB        |
| ψ   | 52 | Psi Ursae Majoris                                | 3,00                      | 147     | K1 III         |
| μ   | 34 | Tania Australis, Alkafzah Australis              | 3,06                      | ca. 230 | M0 III         |
| ι   | 9  | Talitha (Borealis), Dnoces, Alphikra Borealis    | 3,12                      | 48      | A7 IV          |
| θ   | 25 | Alhaud V, Sarir                                  | 3,2                       | 44      | F              |
| δ   | 69 | Megrez, Kaffa                                    | 3,32                      | 81      | A3 V           |
| ο   | 1  | Muscida                                          | 3,35                      | 184     | G4 II-III      |
| λ   | 33 | Tania Borealis, Alkafzah Borealis                | 3,45                      | 134     | A2 IV          |
| ν   | 54 | Alula Borealis                                   | 3,49                      | ca. 400 | K3 III         |
| κ   | 12 | Talitha Australis, Al Kaprah, Alphikra Australis | 3,57                      | ca. 360 | A1 Vn          |
| h   | 23 |                                                  | 3,65                      | 76      | F0 IV          |
| χ   | 63 | Taiyangshou, Alkafzah, Alkaphrah, El Koprah      | 3,69                      | 196     | K0 III         |
| υ   | 29 |                                                  | 3,78                      | 115     | F0 IV          |
| ξ   | 53 | Alula Australis                                  | 3,79                      | 29      |                |
| g   | 80 | Alkor, Saidak                                    | 3,99                      | 81      | A5 V           |
| f   | 15 |                                                  | 4,46                      | 96      | Am             |
| 400 | 26 |                                                  | 4,47                      | 267     | A2V            |
| d   | 24 |                                                  | 4,54                      |         | G4 III-IV      |
| φ   |    |                                                  | 4,55                      | 437     | A3 IV          |
| π2  | 4  | 4 Ursae Majoris                                  | 4,59                      | 252     | K2 III         |
| 400 | 83 |                                                  | 4,63                      | 549     | M2 III         |
| ω   | 45 |                                                  | 4,66                      | 267     | A1 V           |
| τ   | 14 |                                                  | 4,67                      | 122     | Am             |
| 400 |    | HR 4132                                          | 4,72                      | 112     | A7 IV          |
| ρ   | 8  |                                                  | 4,74                      | 287     | M3 III         |
| 400 | 55 |                                                  | 4,76                      | 183     | A2 V           |
| σ2  |    |                                                  | 4,80                      | 67      | F7 IV-V        |
| e   | 18 |                                                  | 4,80                      | 118     | A5 V           |
| 400 | 36 |                                                  | 4,82                      | 42      | F8 V           |
| 400 | 78 |                                                  | 4,93                      | 81      | F2 V           |
| 400 |    | HR 4072                                          | 4,94                      | 301     | A0sp           |
| 400 | 56 |                                                  | 4,99                      | 492     | G8 II          |
| 400 | 47 | Chalawan                                         | 5,1                       | 45,87   | G1 V           |
| 400 |    | Gliese 417                                       | 6,4                       | 70      | G0 V           |
| 400 |    | Sidus Ludoviciana, HD 116798                     | 7,6                       |         | A5             |

Der hellste Stern im Sternbild Großer Bär ist Epsilon Ursae Maioris (ε UMa), auch Alioth genannt, etwa 81 Lichtjahre entfernt.
Dubhe oder Alpha Ursae Majoris (α UMa), im Großen Wagen zweithellster Stern, ist ein 124 Lichtjahre entferntes Mehrfachsternsystem. Der Hauptstern Dubhe A ist ein orange leuchtender Riesenstern mit dem 30fachen Durchmesser unserer Sonne. Er besitzt einen Begleiter im Abstand von 23 AU, der ihn in 44 Jahren umkreist. Im weiten Abstand von 9.000 AU befindet sich ein weiteres Sternenpaar.
Der Name Dubhe ist arabischen Ursprungs und leitet sich von dahr ad-dubb al-akbar „Rücken des Großen Bären“ ab.
Eta Ursae Majoris (η UMa) ist ein 101 Lichtjahre entfernter, bläulich leuchtender Stern der Spektralklasse B3. Die Namen Alkaid oder Benetnasch leiten sich von arabisch al-qāid und al-banāt an-na ab und bedeuten in etwa „der Anführer“ bzw. „Töchter, die der Bahre folgen“. Mit den Töchtern (Klageweibern) sind die „Deichselsterne“ gemeint, die Bahre oder der Sarg ist der Kasten des Wagens.
Die arabischen Namen Merak und Phekda für die Sterne Beta (β) bzw. Gamma Ursae Majoris (γ UMa) bedeuten „Lende“ bzw. „Schenkel“ des Bären. Der Stern Delta Ursa Majoris (δ UMA) trägt den Namen Megrez, arabisch für „Wurzel“, womit der „Schwanzansatz“ gemeint ist.
Die Sterne Mizar, Alioth, Megrez, Phekda, und Merak gehören ebenso wie Alkor („Augenprüfstern“) und 78 Ursae Maioris („Augenprüfstern von Alioth“) zur Ursa-Major-Gruppe und damit zum Bärenstrom, einer Assoziation von etwa 100 Sternen, die gemeinsam entstanden sind und sich mit der gleichen Geschwindigkeit und Richtung innerhalb der Milchstraße bewegen. Unsere Sonne befindet sich am Rande des Stroms, gehört jedoch nicht dazu.
Wegen der relativen Nähe dieses Sternstroms zum Sonnensystem wird sich das Aussehen des Großen Wagens in den nächsten Jahrtausenden merklich verändern. Die äußeren zwei der sieben Sterne dieser Konstellation nämlich, Alkaid und Dubhe, sind weiter entfernt, sie gehören nicht zum Bärenstrom und haben eine diesem gegenüber fast entgegengesetzte Eigenbewegung.
Zum Bärenstrom gehören jedoch auch Sterne in anderen Sternbildern wie Menkalinan im Fuhrmann, Cursa im Eridanus, Gemma in der Nördlichen Krone. Ob Sirius im Großen Hund wie früher angenommen dazugehört, ist fraglich; Untersuchungen aus den Jahren 2003 und 2005 ließen Zweifel aufkommen, da das Alter der Ursa-Major-Gruppe danach auf etwa 500 (± 100) Millionen Jahre heraufzusetzen ist. Sirius aber ist wohl nur etwa halb so alt; damit wäre er zu jung, um zu dieser Gruppe zu gehören.

### Beobachtbare Mehrfachsterne
| System | Scheinbare Helligkeit mag | Abstand |
| ------ | ------------------------- | ------- |
| Mizar  | 2,3/4,0                   | 14,4"   |
| ξ      | 4,3/4,8                   | 1,7″    |
| 78     | 5,1/7,4                   | 1,5″    |
| M 40   | 9,0/9,3                   | 49″     |

Mizar und Alkor erscheinen dem bloßen Auge als Doppelstern. Tatsächlich sind sie ca. drei Lichtjahre voneinander entfernt und nicht durch die Schwerkraft aneinander gebunden.
Nach der Erfindung des Teleskops und der Einführung spektroskopischer Untersuchungen zeigte sich, dass beide Sterne Mehrfachsterne sind. Mizar wird bereits in einem kleinen Teleskop als Doppelstern sichtbar. Die Komponenten A und B sind wiederum Doppelsterne, die allerdings nur spektroskopisch nachgewiesen werden können. Es handelt sich somit um ein Vierfachsternsystem. Der arabische Name Mizar bedeutet „Gürtel“.
Alkor ist ein Doppelsternsystem, dessen Komponenten allerdings zu dicht beieinander stehen, um mit dem Teleskop getrennt werden zu können. Der Name leitet sich vom arabischen al-jawn, „der Rappen“, ab, womit ursprünglich Mizar gemeint war.
Der 27 Lichtjahre entfernte Doppelstern ξ Ursae Majoris kann bereits mit einem kleinen Teleskop beobachtet werden. Die beiden etwa gleich hellen Sterne umkreisen einander einmal in 60 Jahren.

### Veränderliche Sterne
| Stern            | m                 | Periode      | Typ                            |
| ---------------- | ----------------- | ------------ | ------------------------------ |
| Alioth           | 1,75 bis 1,78     | 5,088 Tage   | Alpha2-Canum-Venaticorum-Stern |
| AE Ursae Majoris | 10,86 bis 11,52   | 2,06 Stunden | SX-Phoenix-Stern               |
| AN Ursae Majoris | 14,5 bis 19,3     | 114,84 min   | AM-Herculis-Stern              |
| AR Ursae Majoris | 14,2 bis 15,9 (p) | 115,92 min   | AM-Herculis-Stern              |
| VY Ursae Majoris | 5,73 bis 6,32     | 120,4 Tage   | Unregelmäßig Veränderlicher    |

Der hellste Veränderliche Stern im Großen Bären ist Alioth (ε Ursae Majoris), der rechte „Deichselstern“. Es handelt sich um einen 81 Lichtjahre entfernten, weiß leuchtenden Stern mit dem dreifachen Durchmesser und der vierfachen Masse unserer Sonne. Seine Hülle ist mit den Elementen Sauerstoff, Europium und Chrom angereichert. Der Stern verändert seine Helligkeit über einen Zeitraum von 5,088 Tagen. Der arabische Name Alioth bedeutet „Fettschwanz“, womit eine bestimmte Schafrasse gemeint ist.
Der etwa 2500 Lichtjahre entfernte VY Ursae Majoris ist einer der rötlichsten Sterne am Himmel. Seine Helligkeit verändert sich ohne erkennbare Regelmäßigkeit.

### Messier- und NGC-Objekte
| Messier (M) | NGC  | Name             | m       | Typ                  |
| ----------- | ---- | ---------------- | ------- | -------------------- |
| 40          |      |                  | 9,0/9,3 | Doppelstern          |
| 81          | 3031 |                  | 6,9     | Spiralgalaxie        |
| 82          | 3034 |                  | 8,4     | Spiralgalaxie        |
| 97          | 3584 | Eulennebel       | 11,0    | Planetarischer Nebel |
| 101         | 5457 | Feuerrad-Galaxie | 7,9     | Spiralgalaxie        |
| 108         | 3556 |                  | 10,0    | Spiralgalaxie        |
| 109         | 3003 |                  | 9,8     | Spiralgalaxie        |
|             | 2841 |                  | 7,9     | Spiralgalaxie        |
|             | 3073 |                  | 13,0    | Elliptische Galaxie  |
|             | 3077 |                  | 9,8     | Irreguläre Galaxie   |
|             | 3079 |                  | 10,8    | Spiralgalaxie        |
|             | 3718 |                  | 10,6    | Balkengalaxie        |
|             | 3729 |                  | 11,0    | Balkengalaxie        |

Der Große Wagen enthält eine Reihe von nebligen Objekten, die der französische Astronom Charles Messier in seinen Katalog aufnahm.
Bei 40 handelt es sich um einen Doppelstern in etwa 500 Lichtjahren Entfernung. Johannes Hevelius hatte an dieser Position ein nebliges Objekt verzeichnet, was allerdings auf die mangelnde Auflösung seiner riesigen Luftteleskope zurückzuführen ist. Messier erkannte die Doppelsternnatur und nahm das Objekt in seinen Katalog auf.
Die Galaxien M 81, M 82 und NGC 3077 sind Mitglieder eines 13 Millionen Lichtjahre entfernten Galaxienhaufens.
Die massereichste Galaxie des Haufens ist M 81. Sie ist bereits im Prismenfernglas als nebliger Fleck zu erkennen. Die Galaxie M 82 steht nur 1° nördlich. Bei geringer Vergrößerung können die beiden Galaxien gemeinsam im Teleskop beobachtet werden. M 82 sehen wir von der Seite. In größeren Teleskopen werden dunkle Staubwolken erkennbar. Die Galaxie wurde durch die Schwerkraftwirkung von M 81 deutlich sichtbar verformt.
M 97 ist ein Planetarischer Nebel in 2500 Lichtjahren Entfernung. Es handelt sich um die abgestoßene Gashülle eines Sterns. Im Fernglas und kleinen Teleskop ist er als rundes Fleckchen zu erkennen. In größeren Teleskopen werden zwei dunkle Bereiche sichtbar, die dem Nebel die Bezeichnung „Eulennebel“ einbrachten. Er erinnert an einen Eulenkopf mit zwei dunklen Augen.
M 108 ist eine 45 Millionen Lichtjahre entfernte Galaxie, die wir von der Seite sehen. Im Teleskop werden dunkle und helle Strukturen sichtbar. Bei niedriger Vergrößerung sind M 108 und M 97 gemeinsam sichtbar.
Die Galaxie M 101 ist etwa 27 Millionen Lichtjahre entfernt. Sie ist sehr ausgedehnt und bereits mit dem Fernglas als Nebelfleck erkennbar. In größeren Teleskopen und auf lang belichteten Fotografien werden beeindruckende Spiralarme sichtbar.

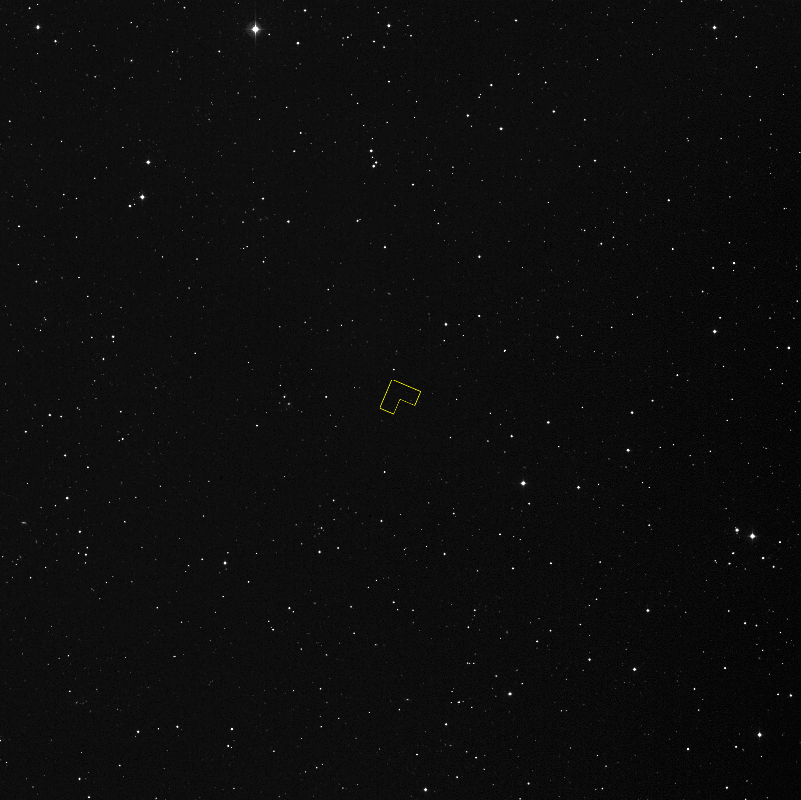
Für das Hubble Deep Field ausgewählte Region (Bildmitte – zur Vergrößerung anklicken)

### Weit entfernte Galaxien
Im Dezember 1995 wurde eine kleine Region mit sehr lichtschwachen Sternen im Großen Bären – ein bei etwa 12h 36 m 44s Rektaszension und +62° 13′ Deklination gelegener Bereich mit einer Kantenlänge von rund 2 Bogenminuten – durch das Hubble-Weltraumteleskop mit damals maximaler Auflösung fotografiert. Die Bilder dieses Hubble Deep Field genannten Raumbereichs zeigten einen kleinen Himmelsausschnitt mit nur wenigen nahen Sternen, der mehr als 3.000 Galaxien in bis zu 12 Milliarden Lichtjahren Entfernung enthält.